# Мирный (Шипуновский район)
Мирный — посёлок в Шипуновском районе Алтайского края. Входит в состав Горьковского сельсовета.

## География
Расположен на реке Вавилон.

## Население
| 1997 | 1998 | 1999 | 2000 | 2001 | 2002 |
| ---- | ---- | ---- | ---- | ---- | ---- |
| 184  | ↘173 | ↗178 | ↘167 | ↘164 | ↘155 |
| 2003 | 2004 | 2005 | 2006 | 2007 | 2008 |
| ↗157 | ↘153 | ↘139 | ↗145 | →145 | ↗146 |
| 2009 | 2010 | 2011 | 2012 | 2013 |      |
| ↘145 | ↘124 | →124 | ↘119 | ↘109 |      |

Национальный состав
Согласно результатам переписи 2002 года, в национальной структуре населения русские составляли 94 %.